# 深きものども
深きものども（ふかきものども、英語：Deep Ones、ディープ・ワンズ）とは、クトゥルフ神話作品に登場する架空の生物・クリーチャーである。
半人半魚の生物、亜人である。四肢と鰓があり、海中や海底都市で生活している。知性と宗教を持つ。また、ヒトと交配して子供を作ることができる。混血個体は地上で人間として生まれ、加齢に伴い姿が変化する不完全変態を行う。この怪生物を単に「魚人」という単語で説明してしまうとニュアンスが変わってしまう（後述）。
初登場作品はハワード・フィリップス・ラヴクラフトの小説『インスマウスの影』。だが先行作品『ダゴン』において存在が暗示されていた。オーガスト・ダーレスの諸作品にて、主要な敵陣営とされたことで、クトゥルフ神話の悪役として、また邪神に仕える奉仕種族として知られるようになっている。クトゥルフ神話内では主に「インスマス物語」「クトゥルフ物語」の2ジャンルに登場する。
なお第二世代のクトゥルフ神話作家ジェイムズ・ウエイドの作品に、そのまま『深きものども』というタイトルの作品がある。

## 作中の描写
主に『インスマウスの影』の描写から解説する。
ゾス星系から地球に飛来した旧支配者クトゥルフの眷属（奉仕種族）。彼らの長である父なるダゴンと母なるヒュドラと海底に沈んだ古代都市ルルイエに封印されたクトゥルフに奉仕するために活動する。彼らは、主に海底で生活している。その理由は、あらゆる水棲動物の支配者、大いなるクトゥルフを崇拝すると同時に彼に仕え、必要とあらば、どんな用向きにもすぐに応じるためである。この信仰は、「ダゴン秘密教団」と言われ組織化されている。

### 生物的特徴
ほぼ人間と同じ体型をしている。人間との差異として表情は、ほとんど変化せず、眼窩から大きく隆起した眼球のため瞼が下がらず、まばたきできない。多くは、二足歩行が可能だが、四つん這いでなければ歩行できない個体もいる。歩き方は、ガニ股で身体を左右に振り、頭を上下させ、カエルのようにピョコピョコと跳ねるように行う。頭部や顔の様子は、魚かカエル、主に水棲生物に似た姿である。鼻や耳は、低く広がり目立たない。頭髪はない。肌は、鮫肌のようにザラザラ、ゴワゴワした状態になり、カサブタのような質感になる。肌の色は、薄灰色、青白い色、薄い緑色、暗緑色などである。特に腹部は、魚やカエルをモチーフとし、白くぬめぬめと光沢があって輝いている。対する背中には、魚鱗があり背鰭がある。臀部・尾骨辺りから魚の尾びれやサンショウウオのような尻尾が生えている個体もいる。首には、肉の垂れ下がったシワのような状態が出来、肩とアゴの間が完全に埋まって、この間に鰓がある。手足の指の間には、水かきのようなものがある。唸るような鳴き声で会話する。老化で死ぬ事が無く、暴力的手段、外的要因でしか命を落とす事がない。
これらの醜い容姿、歩き方、話し方により近隣の住民からは、酷く嫌われており、インスマスに近寄る者はほとんどいない。
異類婚について『インスマウスの影』の限りにおいては、人間の男性とディープワンの雌との交配例しか描かれておらず、人間の女性と深きものの雄との婚姻例は「単に描写・言及」が無い。ただし、混血児の場合は男女関係無く人間と子供を作ることが可能。なおラヴクラフトは、性的な言及を避ける傾向にある為、外性器および性行為の様子に関しては不明である。また黒人、黄色人種と混血した深きものどもも『インスマウスの影』で言及されない為、明らかになっていない。
人間との混血児は、生まれてから一定の年齢までは、全く人間と同じ姿で成長する。その後、同族との接触あるいは、過度のストレスなどによって「インスマス面」と呼ばれる深きもの特有の顔に近づいて行く。速度や度合には個体差があるが、多くは10代後半に外見や生理学的な変化が始まる。外見的な変化と共に感情にも変化が訪れ、海底都市の奇妙な夢を見るようになり、海辺沿いを好むなど先祖の出生地である海に引き寄せられ始める。その後、中年期までには身体に重大な奇形が生じ、数年以内に完全な深きものへと最終変異を遂げると海に帰っていく。 しかし、一部は半変異状態で進行が止まる者も存在し、極稀に人間と全く同じ姿のまま自分が混血児だという事に気付かないまま天寿を全うする者もいる。その場合、子孫が隔世遺伝で目覚める可能性が高い。

## 活動・社会
クトゥルフを神と戴いて崇拝・奉仕し、また種族の長老でありほぼ神にもなっている父なるダゴンと母なるヒュドラに仕える。
地上では衣類や帽子などを身に着ける。家族・親族とは親しくし、愛情を抱いている様子が描写されているが、人間に対する差別意識は強い。
困窮した漁村や港町を狙って人間と契約し、信仰と生贄を引換に黄金(厳密には黄金に似せて作られた違う物質)や豊漁を与える。既存の人間の宗教と比べると信仰するだけで直接的な利益が得られるためインスマスの住民のように喜んで彼らを受け入れてしまう場合がある。 人間と交配することによって仲間を増やし、地上侵略を目論んでいる。また、信仰を反対する住民達などの敵対者を暴力で排除することが、『インスマウスの影』や『永劫の探究』などでたびたび描写されている。
オーベッド・マーシュ船長の一族であるマーシュ家をはじめとするインスマスの住民は、深きものどもの血を引いている。

### 海底都市イハ＝ントレイ
「イハ＝ントレイ」（Y'ha-nthlei）ないし「イハ＝ンスレイ」は、ラヴクラフトによって著された唯一の深き者の海底都市である。この都市は、港町インスマスの海岸から約1マイル半（約2.4km）沖にある悪魔の岩礁の下に位置する。1927年にアメリカ海軍の爆発物によって破壊されたとされている。
この名前は、ラヴクラフトがダンセイニのキャラクター「Yoharneth-Lahai」からアイディアを得たとも言われる。
他の作者は、北大西洋上のトゥーレ（Thule 、アイスランドの火山島スルツェイ）とアルビオン（Albion 、コンウォール海岸）沖の中間に「G'll-Hoo」と「Ahu-Y'hloa」を設定した。この位置は、ラヴクラフトと違い伝説の地名を結んだ場所が基準になっている。
アンダース・ファーガー（Anders Fager）は、ストックホルム沖の岩礁の中に「Ya'Dich-Gho」を設定した。1982年

### 敵
ラヴクラフトの初期設定の頃から、混血による地上侵略を妨げようとする者は敵となる。後にクトゥルフ神話大系が成立して以降は、クトゥルフ復活を妨げる者も敵となる。主クトゥルフとハスターの対立から、陣営同士の対立もある（四大霊の水に属し、風と敵対するとも）。
生物として、海から離れることを嫌う。炎で焼き殺されることも多い。また「旧神の護り石」のパワーを嫌い、接触を避けようとする。

## 解説
ラヴクラフトは、『インスマウスの影』で深き者の血を引く主人公が偶然にインスマスを訪れ、はじめ嫌悪感を抱きながらも物語の最後では、喜んで同族のもとに向かう決心をする姿を描いた。ここから逆の選民意識、嫌悪する対象と自分たちが同一であるカタストロフィを描いた。
ロバート・プライスは、『ダーレスが使った魚類人と両生類人という単語 by カーミット・マーシュ３世（Derleth's Use of the Words "Ichthic" and "Batrachian" by Kermit Marsh III）』で、もしラヴクラフトが「Deep ones」をフラッシュゴードンの「hawk-men」、「clay-men」のような名前を付けていたら、ここまでイメージが膨らまなかったと主張している。ラヴクラフトは、深き者を魚人、カエル人と書かず「the blasphemous fish-frogs（冒涜的な魚蛙）」などの表現もしているが分厚い唇、広がった顔、歩き方や身振りなど映像や臭いの描写に頼った。ダーレスが「Ichthic（魚類人）」や「Batrachian（両生類人）」という表現をしたことに対しては「ダーレスは、インスマスの影を読んでないのでは？」とまで酷評している。
またプライスは、『The Innsmouth Cycle』でダゴンとクトゥルフが実際には、同一の存在ではないかと考えたと書いている。

## 関連
マルケサス諸島でお守りとして身につけられているティキの偶像は、両生類の頭部を持った人間の姿をしている。またニュージーランドのマオリ族が使用する彫刻入りの天井石等も物語の中では、これは深きものどもをかたどったものとして登場する。さらにダーレスの小説『永劫の探究』では、ある人物が深きものどもを見てジョン・テニエルが『不思議の国のアリス』で描いた挿絵（蛙男）を連想した。

## 登場作品
- ハワード・フィリップス・ラヴクラフト：インスマウスの影
- オーガスト・ダーレス：サンドウィン館の怪、戸口の彼方へ、永劫の探究、ルルイエの印
  - ラヴクラフト&ダーレス：閉ざされた部屋、ファルコン岬の漁師、インズマスの彫像
- 第二世代作家：深きものども（ジェイムズ・ウェイド）、けがれ（ブライアン・ラムレイ）
- 「インスマス年代記（英語版）」：プリスクスの墓（ブライアン・ムーニイ）、インスマスの遺産（ブライアン・ステイプルフォード）、大物（ジャック・ヨーヴィル）、ダゴンの鐘（ブライアン・ラムレイ）
- 「ラヴクラフトの怪物たち」：ともに海の深みへ（ブライアン・ホッジ）、禁じられた愛に私たちは啼き、吠える（ケイトリン・R・キアナン）、世界が再び終わる日[6]（ニール・ゲイマン）
- その他：蔭洲升を覆う影（TBSドラマ、小中千昭小説版）、DAGON（スペイン映画）